# Tarnawka (rejon czortkowski)
Tarnawka – wieś na Ukrainie, w  rejonie czortkowskim obwodu tarnopolskiego, w hromadzie Kolędziany.